# Altwässer der Aare und der Zihl
Die Altwässer der Aare und der Zihl sind ein Reliktgebiet der ehemaligen Flussaue in der Landschaft um die ehemalige Mündung der Zihl in die Aare und ein Naturschutzgebiet im Kanton Bern. Die wertvolle Naturlandschaft ist im Bundesinventar der Auengebiete von nationaler Bedeutung verzeichnet und in der Weltdatenbank der Naturschutzgebiete unter der Objektnummer 148612 registriert.

## Lage
Das 195 Hektar grosse Schutzgebiet umfasst die Flächen mehrerer Gewässer und ihrer Uferzonen in der Umgebung des Nidau-Büren-Kanals in den Berner Gemeinden Büren an der Aare, Dotzigen, Meienried, Meinisberg, Safnern, Scheuren und Schwadernau. Der bei der Ersten Juragewässerkorrektion um 1880 gebaute Nidau-Büren-Kanal führt das Wasser der umgeleiteten Aare und einiger ihrer Zuflüsse aus dem Bielersee nach Büren an der Aare, von wo aus der Fluss wieder in seinem ursprünglichen Bett nach Solothurn weiterfliesst. Vor der Juragewässerkorrektion bewegten sich die Aare und die Zihl über die weite Schwemmebene (auf 430 m ü. M.) nordöstlich von Aarberg mit einem geringen Gefälle mäandrierend in einer ausgedehnten Auenlandschaft mit Feuchtgebieten, Auwäldern und Schotterflächen. Bei Meienried bestand eine Möglichkeit, die Flüsse mit Fähren zu überqueren. In diesem Dorf erinnert das Johann-Rudolf-Schneider-Denkmal an den Initianten der Flusskorrektion.

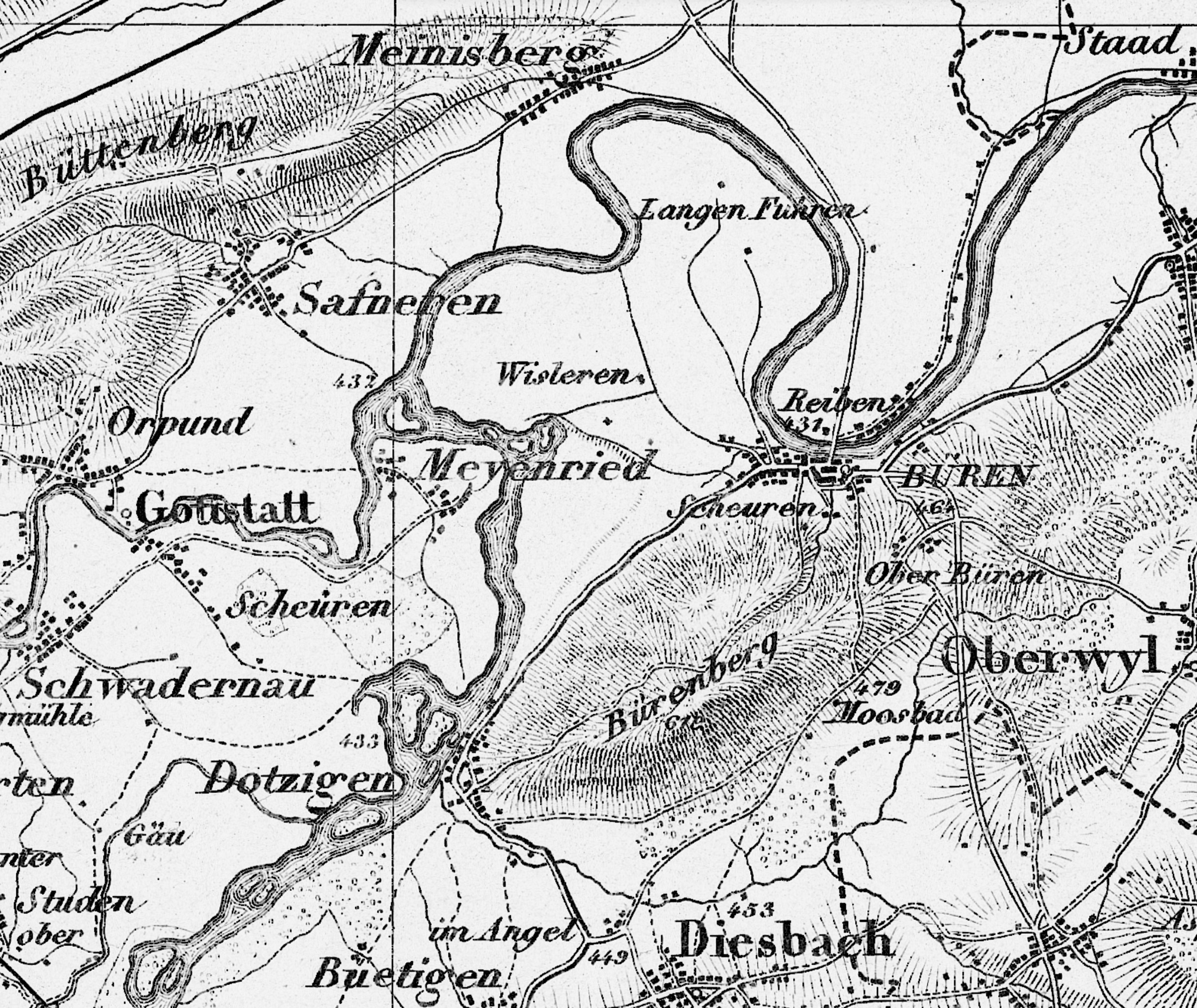
Flusslandschaft bei Meienried um 1845

Häufige Überschwemmungen richteten in den Ortschaften und auf dem Kulturland bis nach Solothurn grosse Schäden an. Die Hochwassergefahr wurde mit der Ableitung der Aare von Aarberg durch den Hagneckkanal in den Bielersee und mit dem Bau des Nidau-Büren-Kanals, der statt der Zihl den Abfluss aus dem Bielersees übernahm, verringert. Im ehemaligen Aarelauf von Aarberg bis nach Meinisberg blieb als kleines Rinnsal die Alte Aare übrig, in welches kleine Nebengewässer wie der Lyssbach münden. Ein Teil der Auenlandschaft wurde trockengelegt und zu Kulturland gemacht. In der früheren Flussniederung und den Altwassern entstanden Stillgewässer, Feuchtgebiete, Sümpfe und Auwälder.
Im alten, vom rechten Seitendamm des Nidau-Büren-Kanals abgeschnittenen Flussbogen der Zihl zwischen Scheuren und Meienried liegt eine Sumpf- und Seenlandschaft, die «Alte Zihl» genannt wird. In diesem Bereich erstreckt sich das Gemeindegebiet von Safnern noch heute, dem alten Flusslauf folgend, über den Kanal hinaus nach Süden. Die «Safnerenbrücke» führt an dieser Stelle über den Kanal.
Nördlich von Meienried entstand bei der Ersten Juragewässerkorrektion für den Nidau-Büren-Kanal ein zwei Kilometer langer Durchstich durch den grössten Mäander der Aare, der sich mit mehreren Biegungen bis an den linken Rand der Ebene bei Meinisberg hinzieht und um die Halbinsel «Häftli» herumführt. Im alten Flussabschnitt, der durch steile Ufer vom Kulturland getrennt ist und ebenfalls «Alte Aare» heisst, liegt noch immer eine weite Wasserfläche, die bei Büren an der Aare mit dem neuen Flusslauf der Aare im Nidau-Büren-Kanal in der ganzen Breite verbunden ist. Somit entspricht die «Alte Zihl» dem Typ eines Altwassers, der zum neuen Gerinne hin auf der einen Seite offen ist. Der obere Teil des Altlaufs am Häftli mit der früheren Zihlmündung in der Nähe von Safnern ist stark verlandet und enthält Feuchtgebiete, Gewässer, Röhrichte, Grossseggenried und Auwald auf einer Fläche von etwa einem halben Quadratkilometer. Für eine geringe Strömung im Altarm sorgt eine kleine, bei der zweiten Juragewässerkorrektion gebaute Schleuse am Nidau-Büren-Kanal. Bei der Zweiten Juragewässerkorrektion wurden in en 1960er Jahren die Kanalböschungen mit grossen Steinen gesichert.
Durch das Auenschutzgebiet führt die 380-/132-kV-Hochspannungsleitung Bassecourt–Mühleberg.

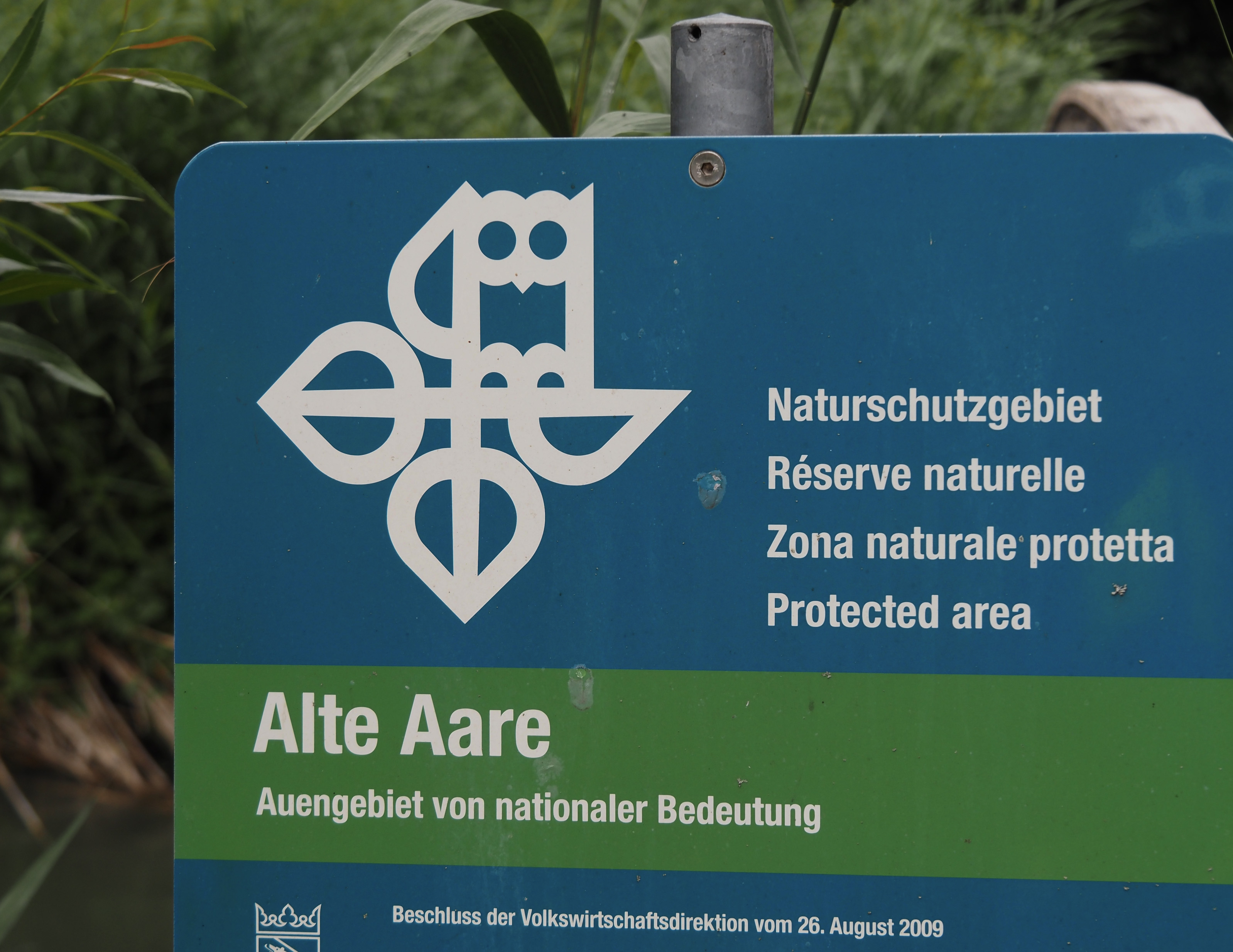
Auenschutzgebiet «Alte Aare»

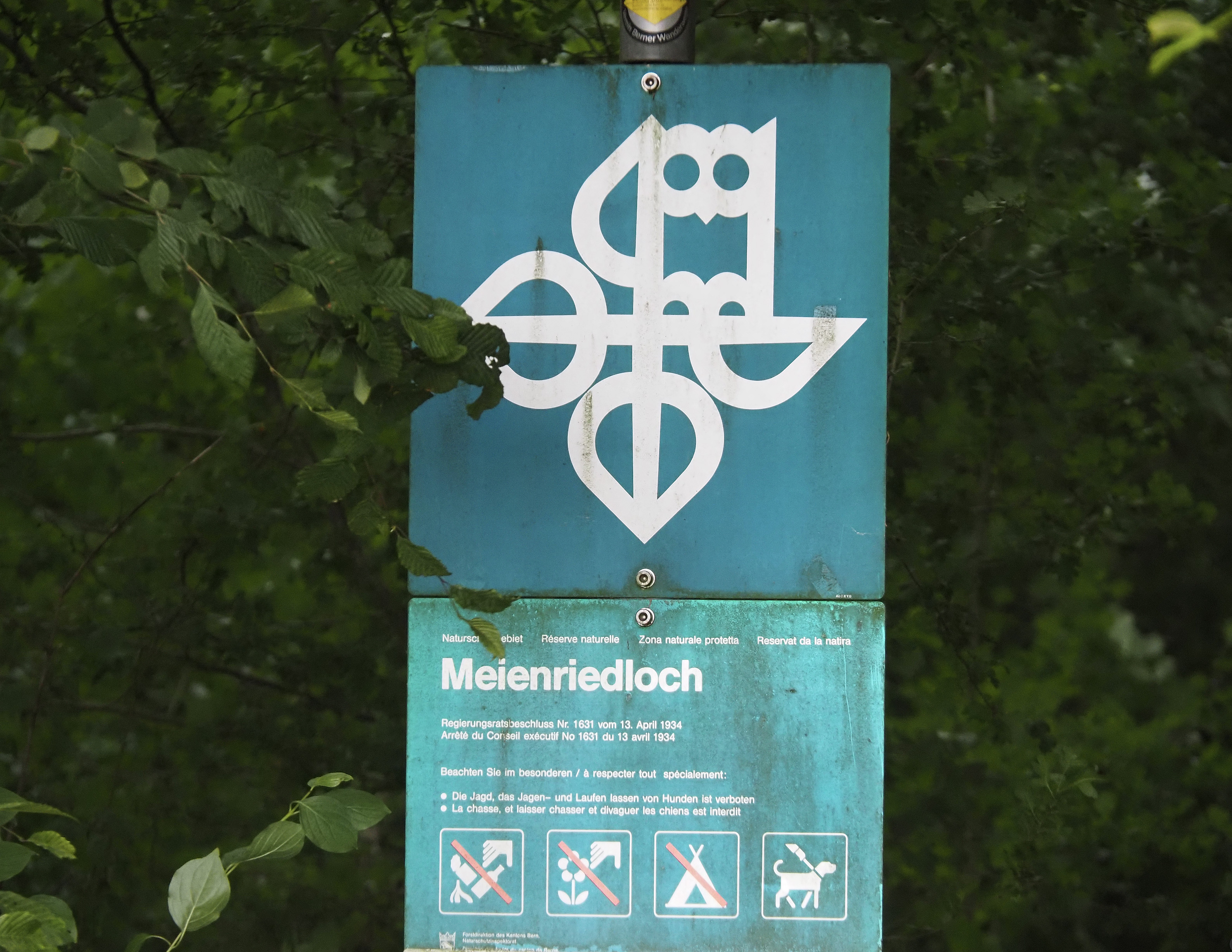
Naturschutzgebiet «Meienriedloch»

## Schutzgebiete
Das Auenschutzgebiet erstreckt sich über vier unterschiedlich grosse Zonen in den Flussniederungen südlich und nördlich des Nidau-Büren-Kanals. Dazu gehört der letzte Abschnitt des Auengebiets an der Alten Aare nördlich von Dotzigen. Die ganze Flusslandschaft mit einem kurzen Abschnitt des Nidau-Büren-Kanals gehört zum grösseren Landschaftsschutzgebiet «Alte Aare – Alte Zihl», das den alten Gewässerraum von Aarberg bis Büren an der Aare mit der Fläche von etwa zehn Quadratkilometern umfasst und im Bundesinventar der Landschaften und Naturdenkmäler von nationaler Bedeutung (BLN) aufgeführt ist.
Die Fläche des Zihl-Altlaufs bei Safnern und Meienried ist seit 1934 als kantonales Naturreservat «Meienriedloch» geschützt. Darin befindet sich ausserdem ein national bedeutendes, zehn Hektar grosses Amphibienlaichgebiet mit der Bezeichnung «Tümpel bei Alter Aare Meienried» und bei Scheuren das Amphibienlaichgebiet «Waldgrube Scheuren, Orpundinsel». Auch im Gebiet Häftli sind mehrere Amphibienarten nachgewiesen.
Ein vier Kilometer langer Abschnitt der «Alten Aare» bei Safnern und Meinisberg ist seit 1982 als Brutplatz und Überwinterungsgebiet für Wasservögel geschützt. Schon 1928 konnte die Gesellschaft für Vogelkunde und Vogelschutz mit der Gemeinde Büren an der Aare den Schutz von Zonen im Häftli und im Meienriedloch vereinbaren. Seit 1970 finden regelmässig Bestandeserhebungen der Vögel im Naturschutzgebiet «Häftli» statt, das ein wichtiges Bindeglied zwischen den grossen, für zahlreiche Vögel bedeutenden Lebensräumen auf der Witiebene, dem Bielersee, im Grossen Moos und am Stausee Niederried ist. Der Schutz der Landschaft ist durch einen Beschluss des Regierungsrats des Kantons Bern vom 22. Dezember 1982 begründet. Vom Beobachtungsturm Häftli bietet sich eine gute Sicht auf das Schutzgebiet.
An verlandeten Flussufern haben sich in den Zonen «Alte Zihl» und «Höll» bedeutende Flachmoore entwickelt.
Ein kleines Gewässer der ehemaligen Auenlandschaft liegt in einem ehemaligen Altarm der Aare als isoliertes Schutzgebiet «Giesse» mitten im Kulturland östlich der Fahrmatten. Zwei Auwaldflächen bei Meienried sind kantonale Naturwaldreservate.

## Bilder

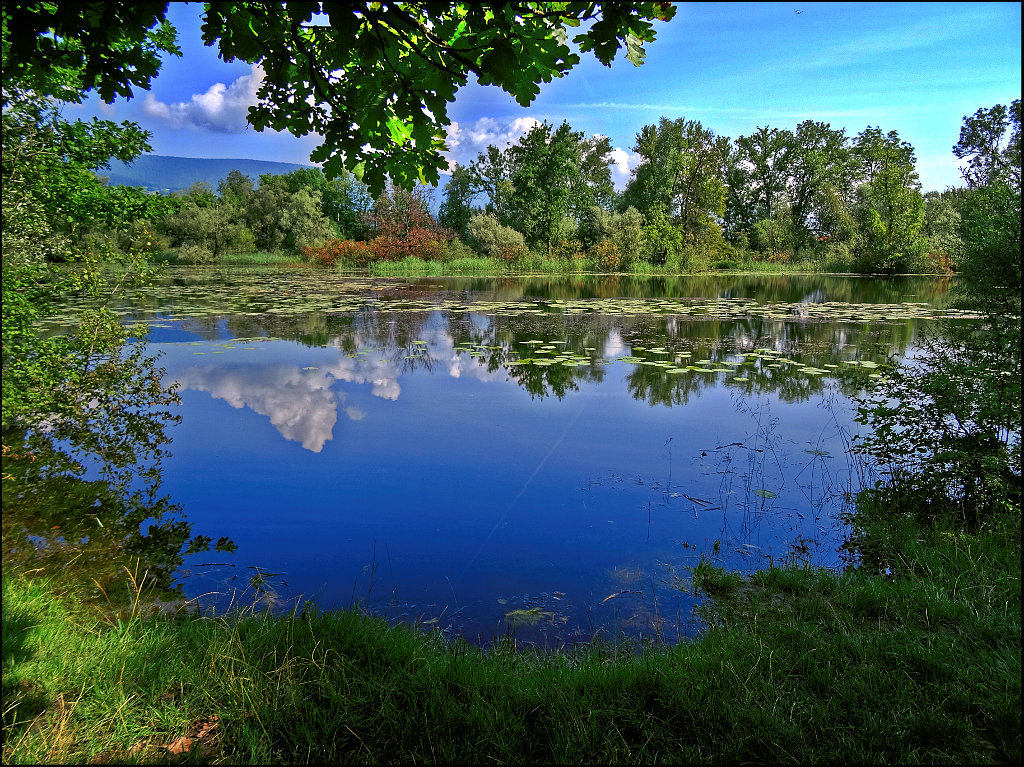
Häftli
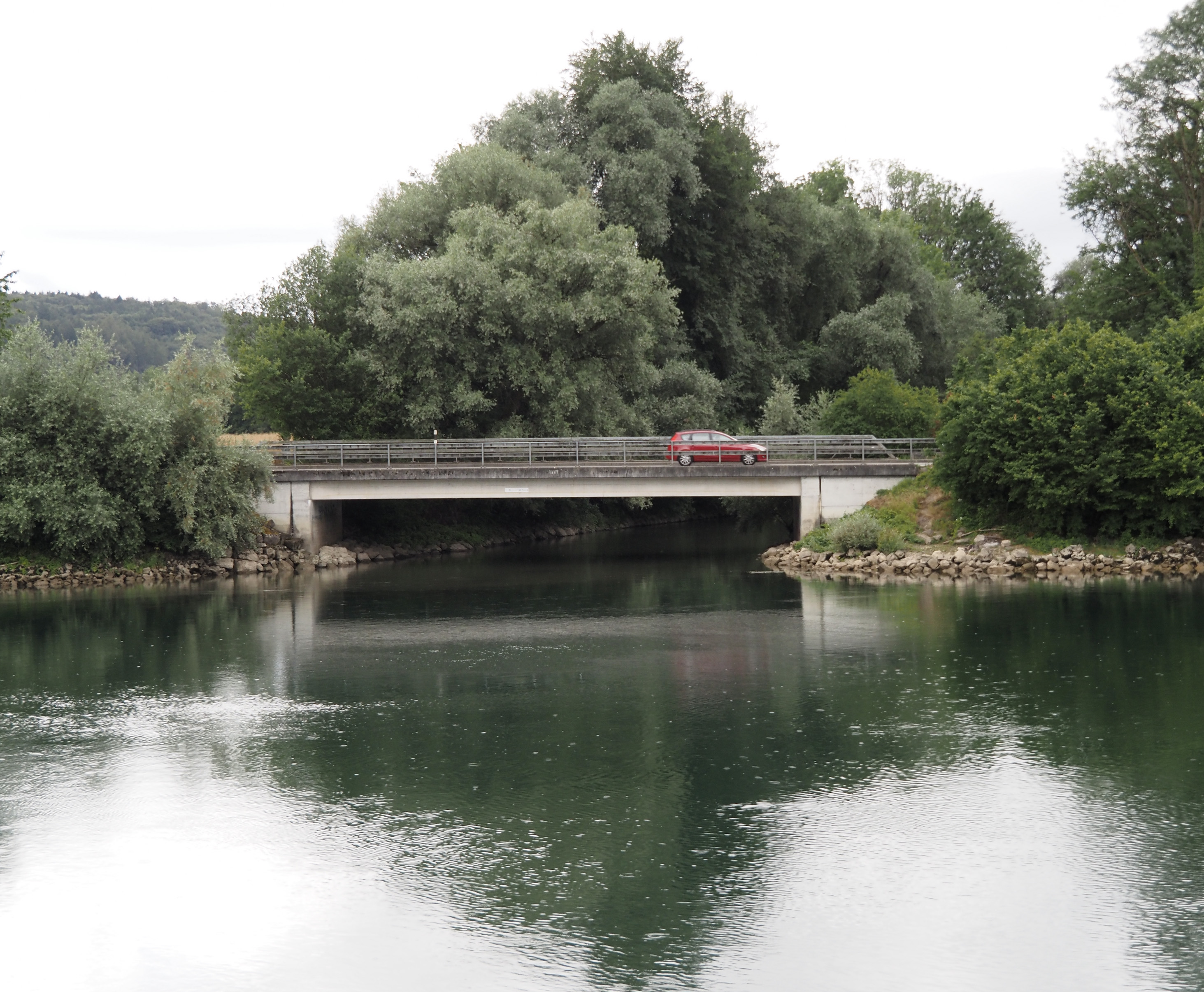
Mündung der Alten Aare in den Nidau-Büren-Kanal
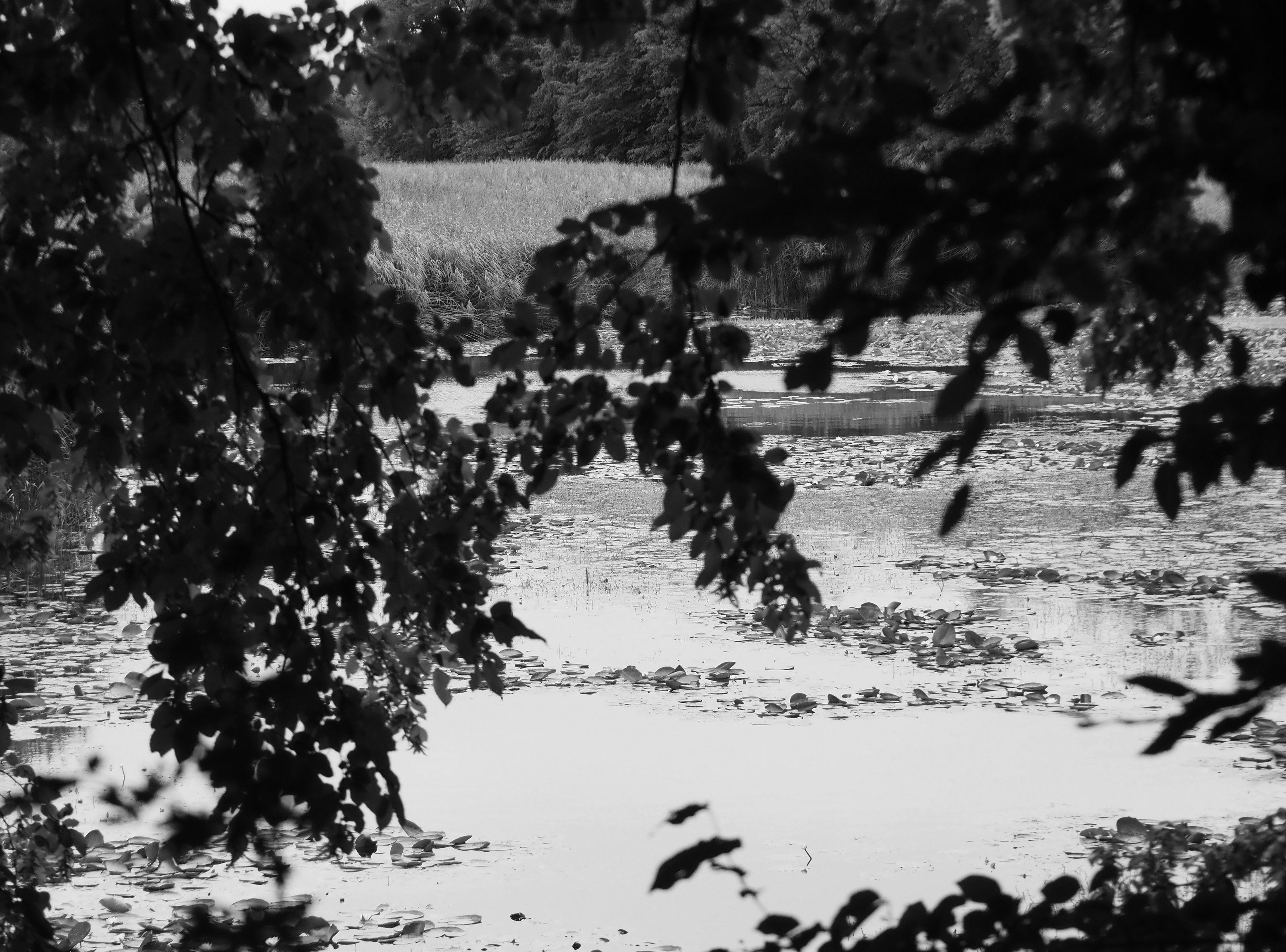
Naturschutzgebiet Alte Zihl
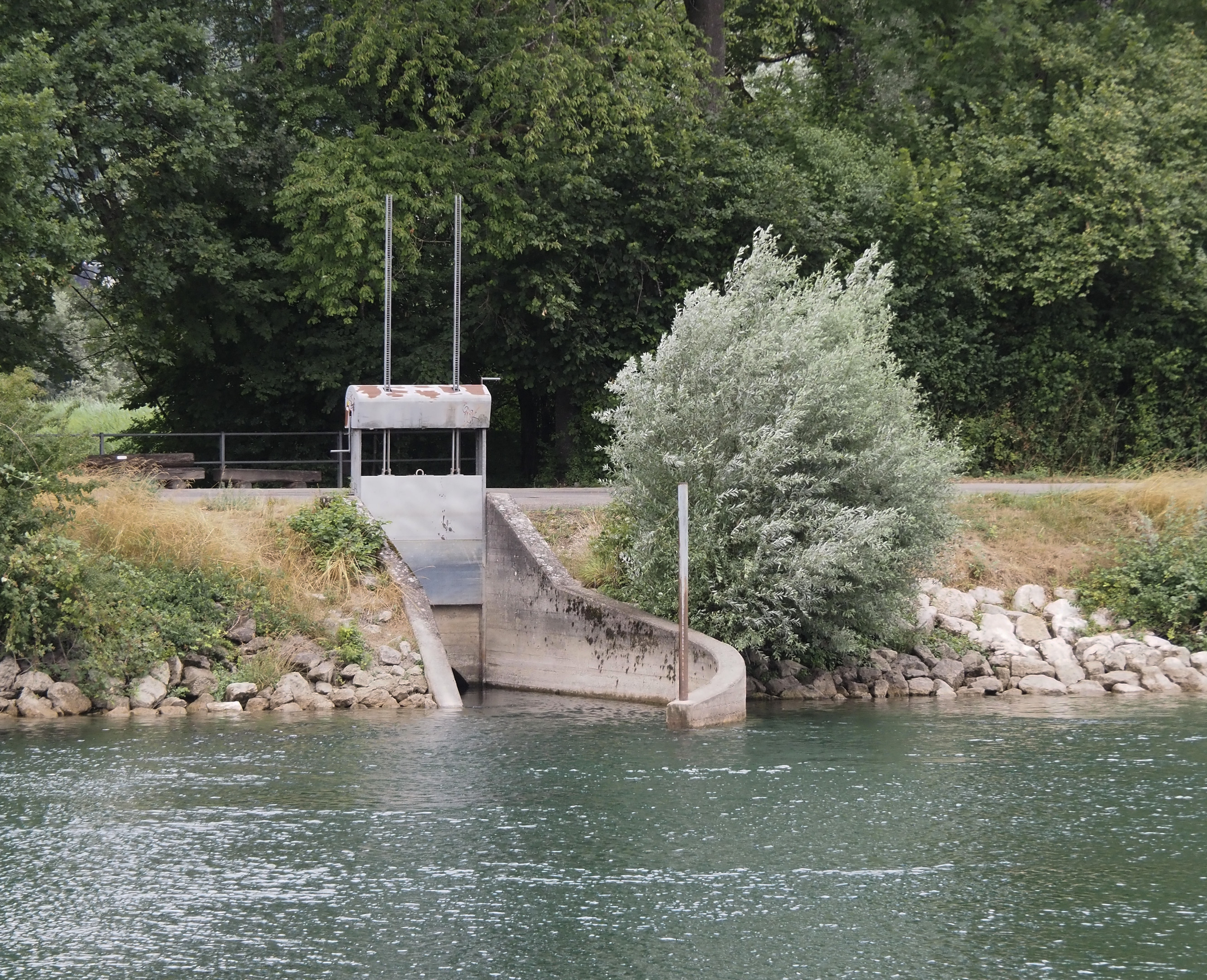
Schleuse vom Nidau-Büren-Kanal zur Alten Aare
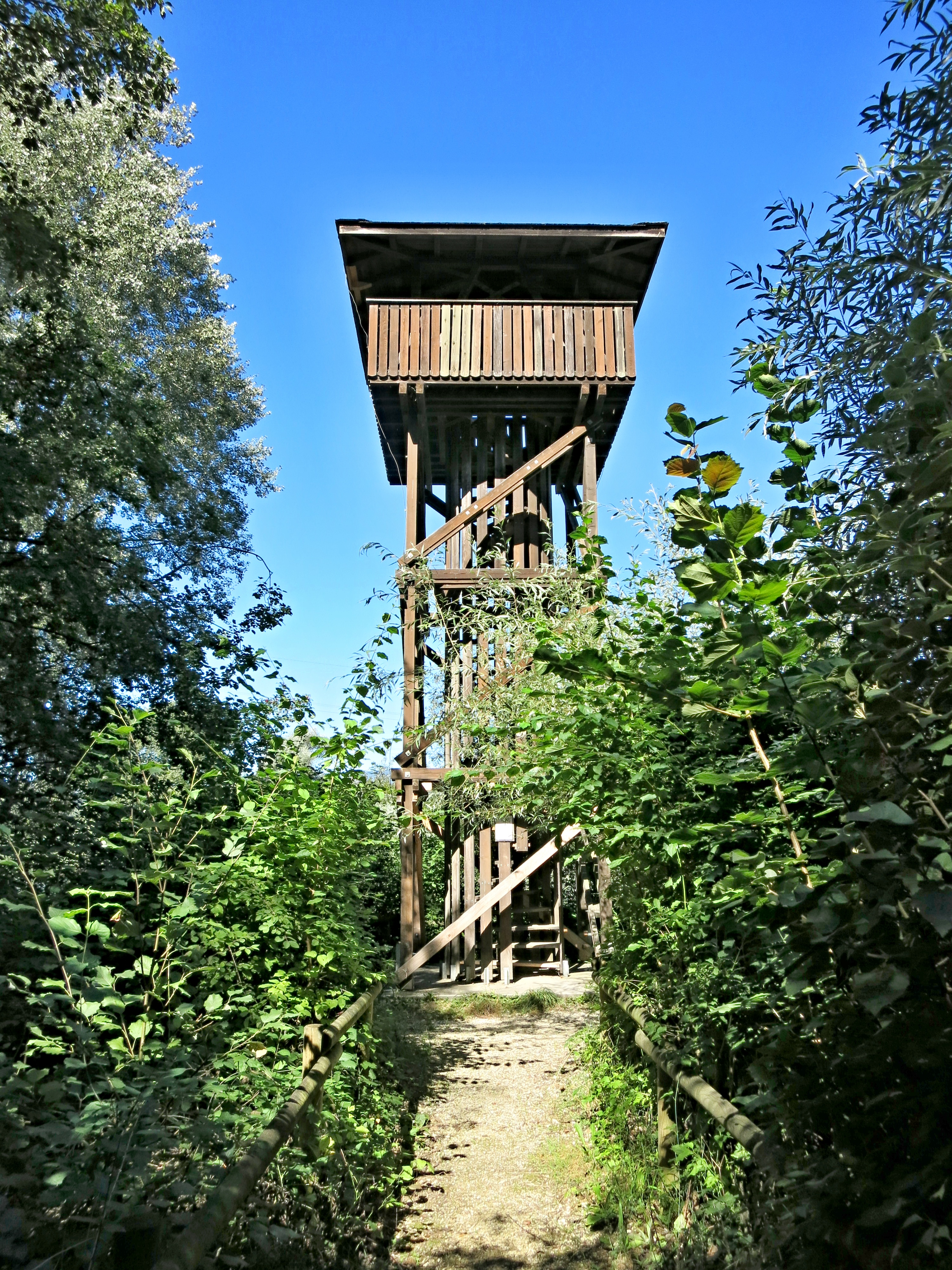
Häftliturm